# Tajmyr (eiland)

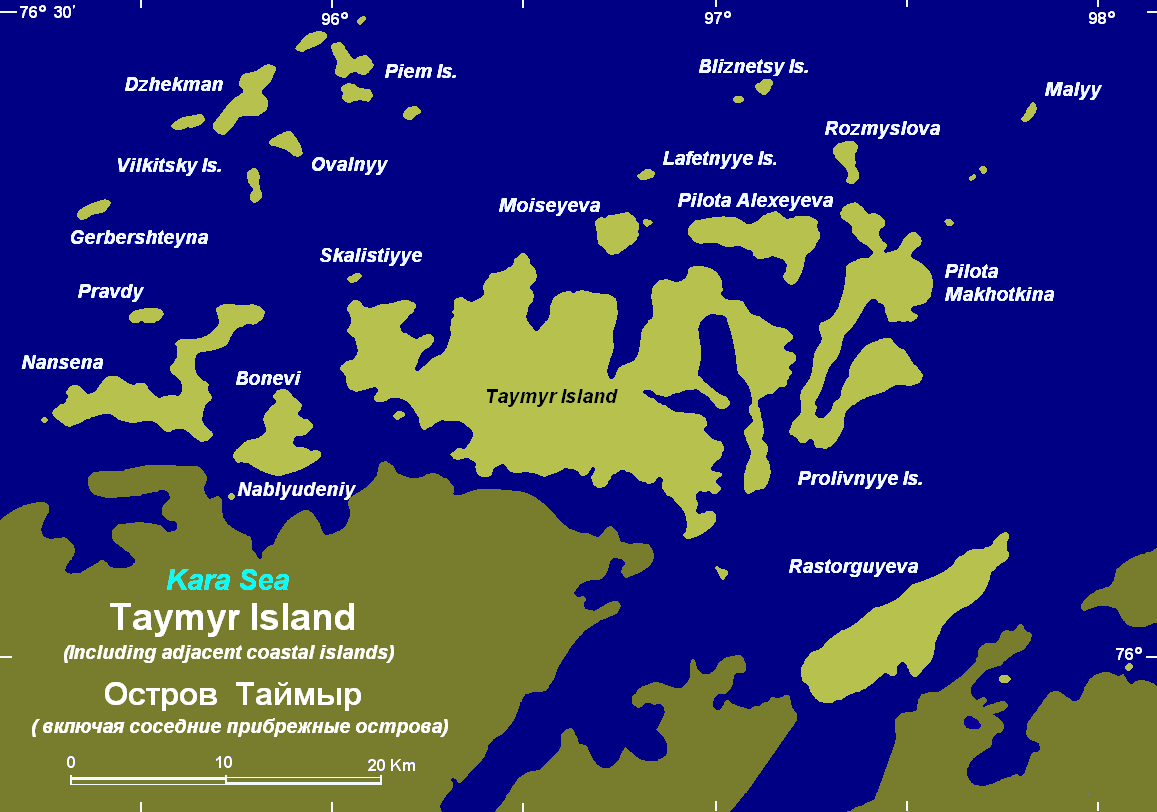
Tajmyr en omliggende kusteilanden

Het eiland Tajmyr (Russisch: Таймыр), soms ook Tajmyra genoemd, bevindt zich voor de kust van het schiereiland Tajmyr in de Karazee. Het eiland bevindt zich ten westen van de Golf van Tajmyr, in een gebied met veel scheren direct ten westen van het vasteland van Siberië. Het eiland bevat enige toendravegetatie en vormt onderdeel van de regio Tajmyr van de kraj Krasnojarsk en van de zapovednik Bolsjoj Arktitsjeski, het grootste natuurreservaat van Rusland. De smalle zeestraat tussen het eiland en de Siberische kust wordt Straat Tajmyrski genoemd en is gemiddeld ongeveer 3 kilometer breed.

## Geografie
Het eiland heeft een oppervlakte van 350 km bij een lengte van ongeveer 36 kilometer en een gemiddelde breedte van 10 kilometer (maximaal 18,5 kilometer). Het hoogste punt wordt gevormd door de heuvel Negri (232 meter) in de zuidwestelijke deel.
De kusten van Tajmyr en enkele van de grotere eilanden nabij zoals Nansen, Bonevi en Pilota Machotkina, zijn diep ingesneden met veel grillige inhammen. De oostzijde van het eiland bevat een lange landtong (schiereiland Troel), die van de rest van het eiland wordt gescheiden door de Hydrografiebaai (Gydrografitsjeski zaliv).
Geologisch gezien bestaat Tajmyr vooral uit zandsteen en schisten, waar later Kwartaire afzettingen overheen werden gelegd. Tajmyr en de omliggende eilanden vormen geologisch gezien de voortzetting van de noordelijker gelegen Nordenskiöldarchipel. Eilanden rondom Tajmyr zijn het langgerekte Pilota Machotkina aan de oostzijde, (van oost naar west) Pilota Aleksejevna, Rifovy, Mojsejevna en de Skalistye-eilanden (twee kleine rotseilandjes), Nansen en Bonevi aan westzijde, Topografitjeski aan zuidwestzijde en Siversia aan zuidoostzijde (in de Valtergolf).
De zee rondom Taymyr is gedurende het grootste deel van het jaar bedekt met pakijs met enkele polinia's en ook in de zomer komen er veel ijsschotsen voor.

## Geschiedenis
Het eiland werd voor het eerst bezocht door Adolf Erik Nordenskiöld tijdens zijn expeditie in 1878 op het schip de Vega. Nordenskiöld gaf het eiland ook zijn huidige naam.
In oktober 1900, tijdens de laatste expeditie van baron Eduard Toll (waarbij hij verdween), werd op het kleine granieten eiland Nabljoedeni ten zuidwesten van Tajmyr in de Colin Archerbaai het winterkwartier van het schip de Zarja opgezet. Ook werd er een wetenschappelijk onderzoekstation gebouwd.